# Heikki Laine
Heikki Laine (* 17. Oktober 1983 in Helsinki) ist ein finnischer Eishockeyspieler, der zuletzt bis 2011 bei den Espoo Blues in der SM-liiga unter Vertrag stand. 

## Karriere
Heikki Laine begann seine Karriere als Eishockeyspieler in seiner Heimatstadt in der Nachwuchsabteilung von HIFK Helsinki, für dessen Profimannschaft er von 2004 bis 2007 in der SM-liiga, der höchsten finnischen Spielklasse, aktiv war. Parallel spielte er für den HCK Salamat und Kiekko-Vantaa in der zweitklassigen Mestis. In der Saison 2007/08 lief der Flügelspieler ausschließlich für Salamat in der Mestis auf. Zur Saison 2008/09 wechselte er zu JYP Jyväskylä, mit dem er auf Anhieb Finnischer Meister wurde. Zu diesem Erfolg trug er mit zwei Toren und einer Vorlage in 17 Spielen bei. Parallel lief er für dessen Farmteam D Team in der Mestis auf. Während der Saison 2009/10 stand der Finne bei Étoile Noire de Strasbourg aus der französischen Ligue Magnus auf dem Eis. Anschließend kehrte er in seine finnische Heimat zurück und spielte parallel für die Espoo Blues in der SM-liiga sowie als Leihspieler für Kiekko-Vantaa in der Mestis. Seither ist er vertragslos. 

## Erfolge und Auszeichnungen
- 2009 Finnischer Meister mit JYP Jyväskylä

## SM-liiga-Statistik
(Stand: Ende der Saison 2011/12)